# トゥルーロール
トゥルーロール (Tru-Roll PUTTERS INC) は、カナダカルガリーのプロゴルファー、シェルダン＝ロングが創設したゴルフクラブメーカーである。フラットなフェース面を持たない、円柱状のヘッドパターを製造。

## 概要
主力商品は、フラットなフェースを持たない円柱型のパター「トゥルーロール」。
開発者でありTru-Roll PUTTERS INCの代表でもある、シェルダン＝ロングは2005年の夏に多くのゴルファーがかかえる、「パッティングについての悩み」を解決する方法を発見した。様々な形状のパターをテストする中、フッとしたきっかけで「丸い形状」のものでボールを打った場合、直進性が高くなることを発見した。既存のパターの様に平らな形状と、円柱状の形状のヘッドでボールの転がりの比較テストを行い、実証することができた。円柱型ヘッドという従来のパターとは「全く異なった新しいデザイン」のヘッドにすることだった。

## 歴史
- 2005年夏 トゥルーロールパターの特徴である円柱型ヘッドパターの特徴を発見する。[3]
- 2012年10月 WEBサイトhttp://tru-rollputters.comを開設
- 2012年12月 USGA(全米ゴルフ協会)によりTRシリーズが、ゴルフ用品規則に適合している事が認められる。
- 2013年10月15日 Tru-Roll PUTTERS INCを設立
- 2014年1月 R&A（ロイヤル・アンド・エンシェント・ゴルフ・クラブ・オブ・セント・アンドリュース）によりTRシリーズが、ゴルフ用品規則に適合している事が認められる。
- 2014年アメリカのPGAショーにおいて「TOP BUYERS CHOICE AWARD」[4]を受賞。
- 2015年1月より日本国内展開を開始。[5]

## ロゴマーク
ホワイトとネイビーをコーポレートカラーに選んでいる。Tru-Rollは真実の「true」と転がりの「roll」を組み合わせたもの。